# Nevadas en Argentina del 9 de julio de 2007
Durante los días 6, 7 y 8 de julio de 2007, se produjo la entrada de una masa de aire frío polar que afectó a casi todo el territorio argentino y partes de países vecinos como Uruguay, el centro y sur de Paraguay, sur, sectores del sudeste y partes del centro-oeste de Brasil. Otros estados de Sudamérica también se vieron afectados por esta intensa ola polar, como Chile y el sur y centro de Bolivia.
Como consecuencia de la entrada de aire frío, entre los días 6 y 11 de julio se registraron temperaturas muy bajas en gran parte del territorio argentino, algunas de ellas inferiores o próximas a los mínimos valores de los registros históricos.
El aire frío avanzó desde el sur hacia la zona central de la República Argentina durante el viernes 6, continuando su desplazamiento hacia el norte durante el sábado 7 y el domingo 8. El lunes 9 de julio, la presencia simultánea de aire muy frío, tanto en los niveles medios de la atmósfera como en la superficie, dio lugar a la ocurrencia de precipitación en forma de aguanieve y nieve, aún en localidades donde ambos hidrometeoros son casi desconocidos. 
En el aeroparque Jorge Newbery, situado en las costas del Río de la Plata, en plena ciudad de Buenos Aires, fue la primera nevada desde que existe este aeropuerto. Durante la misma, la temperatura al abrigo fue de entre 0.6 °C y 1.7 °C. La caída de nieve en el Área Metropolitana de Buenos Aires se prolongó desde aproximadamente el mediodía hasta la madrugada del día siguiente.
En la Ciudad de Buenos Aires no se registraba un fenómeno de tal magnitud desde 1918, ocasión en la que incluso hubo un volumen de nieve acumulada mucho mayor.

## Localidades con estación meteorológica donde se produjeron nevadas

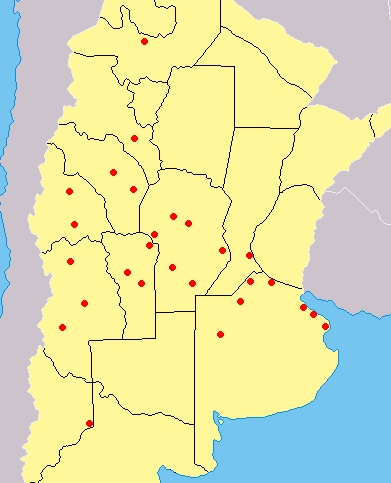
Ocurrencias de nieve y aguanieve el 9 de julio de 2007 en diferentes estaciones meteorológicas de Argentina.

Durante el 9 de julio de 2007, el Servicio Meteorológico Nacional, a través de sus estaciones meteorológicas en todo el país, registró ocurrencias de nevadas y aguanieve en las siguientes localidades.
| Provincia              | Localidad                               | Anterior nevada registrada    |
| ---------------------- | --------------------------------------- | ----------------------------- |
| Salta                  | Salta                                   | Julio - agosto de 2001        |
| Catamarca              | San Fernando del Valle de Catamarca     | Junio de 1996                 |
| La Rioja               | La Rioja                                | Junio de 2001                 |
| La Rioja               | Chamical                                | Nunca hubo registros de nieve |
| Córdoba                | Córdoba                                 | Julio de 2000                 |
| Córdoba                | Villa Dolores                           | Julio de 2005                 |
| Córdoba                | Río Cuarto                              | Julio de 2000                 |
| Córdoba                | Pilar                                   | Julio de 1990                 |
| Córdoba                | Marcos Juárez                           | Julio de 1973                 |
| Córdoba                | Laboulaye                               | Agosto de 1993                |
| Mendoza                | Mendoza                                 | Julio de 2003                 |
| Mendoza                | Malargüe                                | Agosto de 2006                |
| Mendoza                | San Rafael                              | Agosto de 2006                |
| San Juan               | San Juan                                | Agosto de 2005                |
| San Juan               | San José de Jáchal                      | Agosto de 2005                |
| San Luis               | San Luis                                | Mayo de 2005                  |
| San Luis               | Villa Reynolds                          | Agosto de 2001                |
| San Luis               | Santa Rosa de Conlara                   | Nunca hubo registros de nieve |
| Santa Fe               | Rosario                                 | Julio de 1973                 |
| Buenos Aires           | Junín                                   | Junio de 1993                 |
| Buenos Aires           | Pehuajó                                 | Julio de 1994                 |
| Buenos Aires           | Ezeiza                                  | Agosto de 1993                |
| Buenos Aires           | El Palomar                              | Junio de 1967                 |
| Buenos Aires           | Morón                                   | Junio de 1967                 |
| Buenos Aires           | San Fernando                            | Agosto de 1999                |
| Buenos Aires           | San Miguel                              | Agosto de 1999                |
| Buenos Aires           | Punta Indio                             | Nunca hubo registros de nieve |
| Buenos Aires           | La Plata                                | Nunca hubo registros de nieve |
| Buenos Aires           | Pergamino                               | Julio de 1973                 |
| Buenos Aires           | San Pedro                               | Julio de 1973                 |
| Ciudad de Buenos Aires | Villa Ortúzar (Buenos Aires)            | Junio de 1918                 |
| Ciudad de Buenos Aires | Aeroparque Jorge Newbery (Buenos Aires) | Nunca hubo registros de nieve |
| Neuquén                | Neuquén                                 | Junio de 2005                 |

## Galería de imágenes

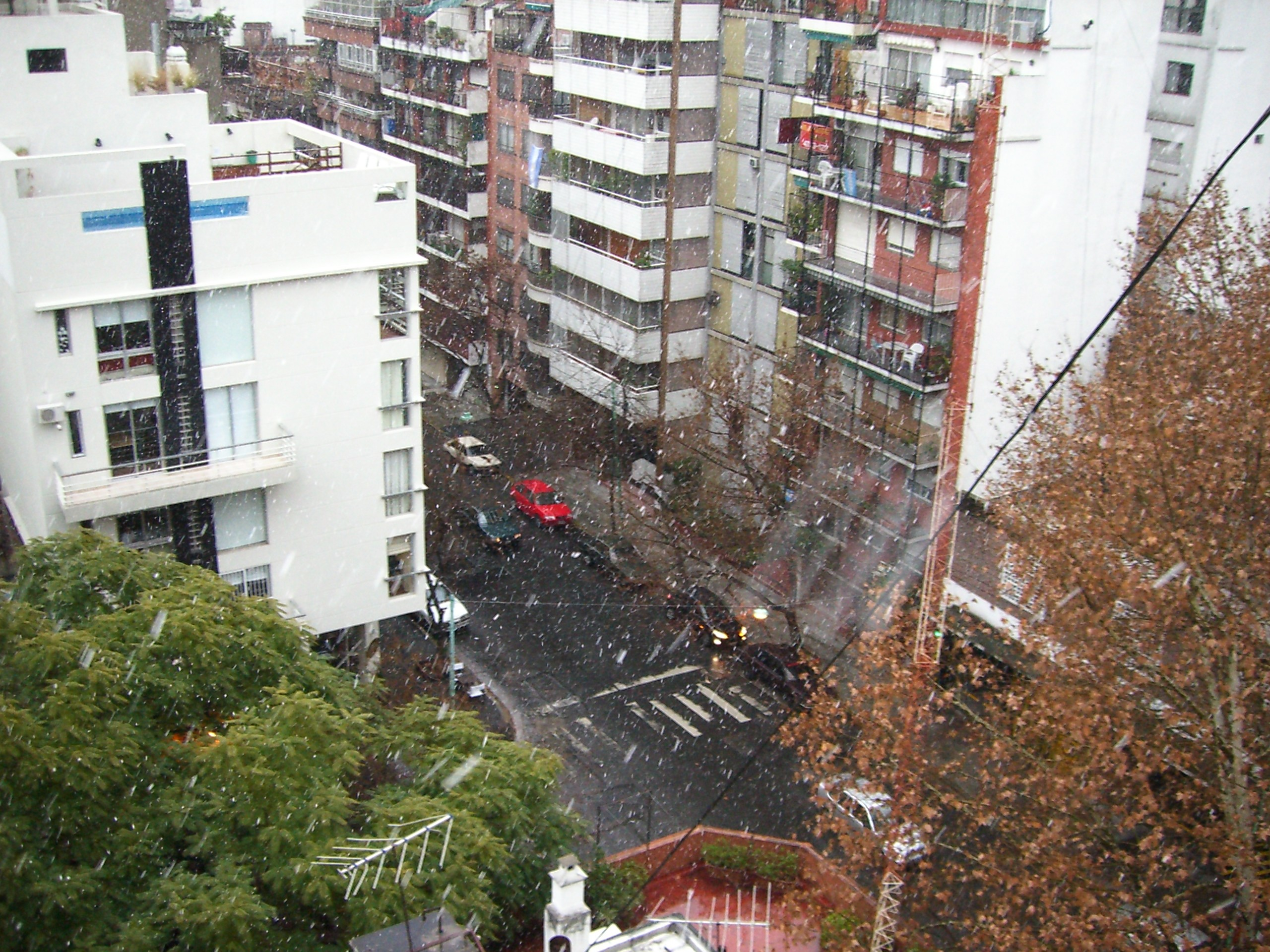
Nevada en Buenos Aires
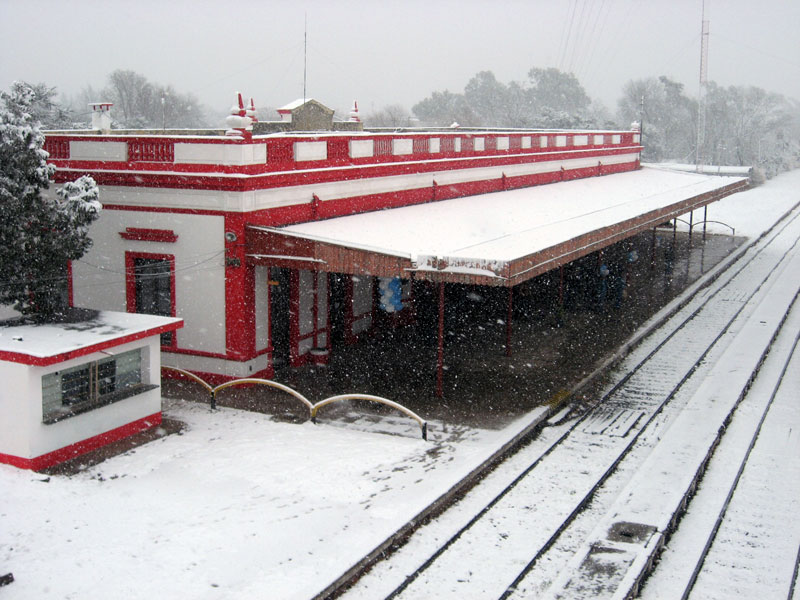
Nevada en Justo Daract, San Luis.
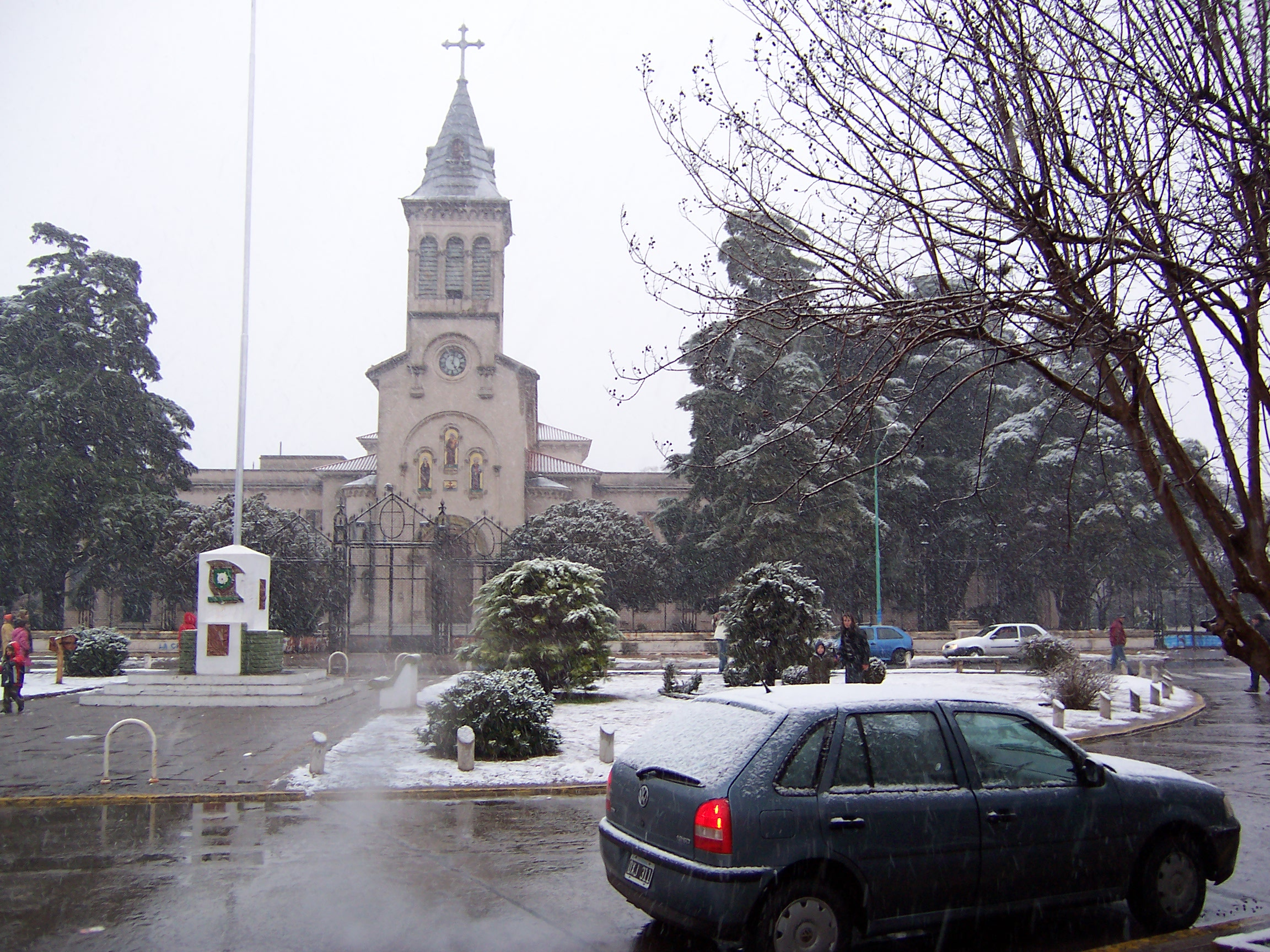
Nevada en San Antonio de Padua
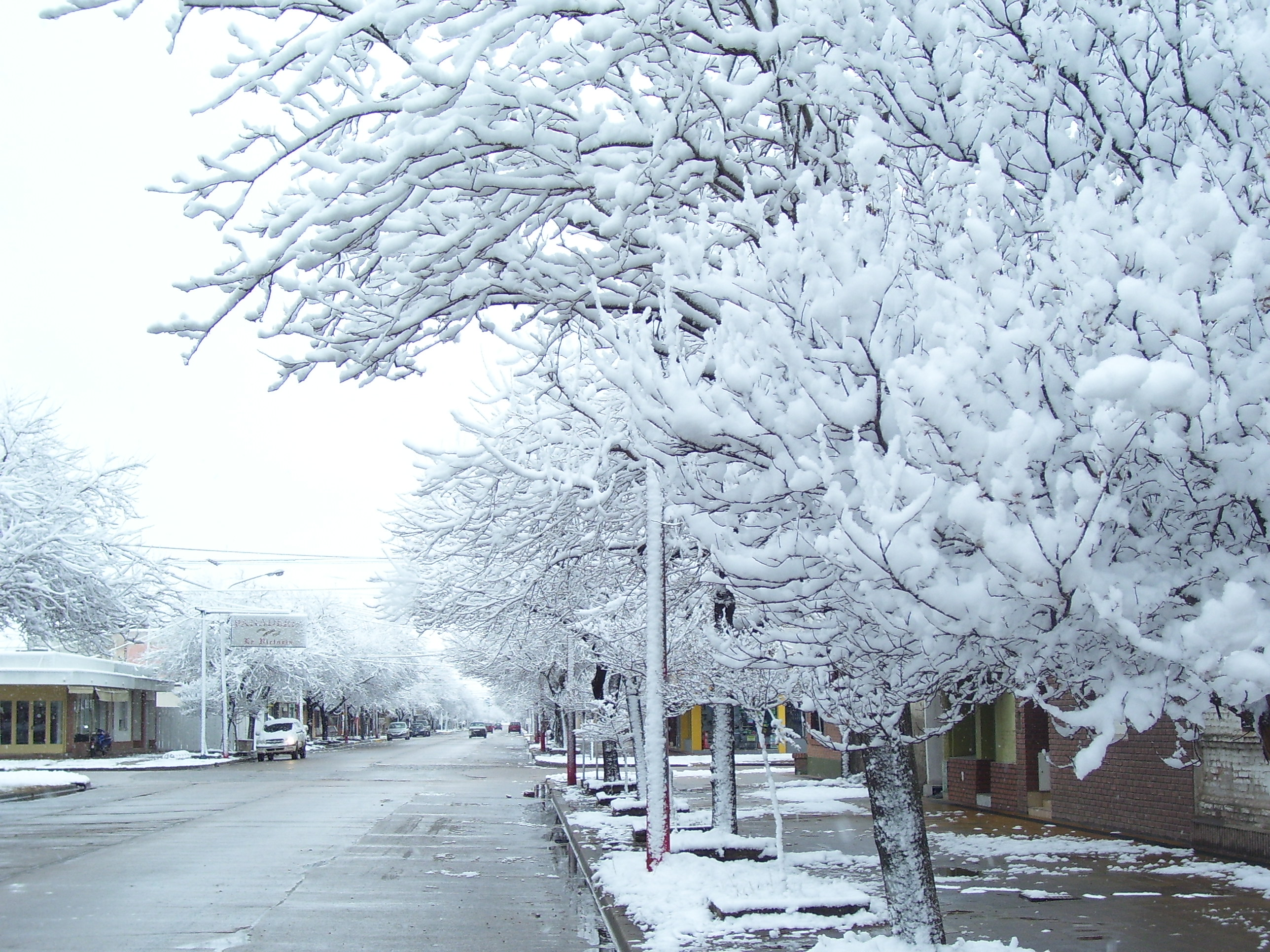
Nieve en La Carlota, Córdoba.
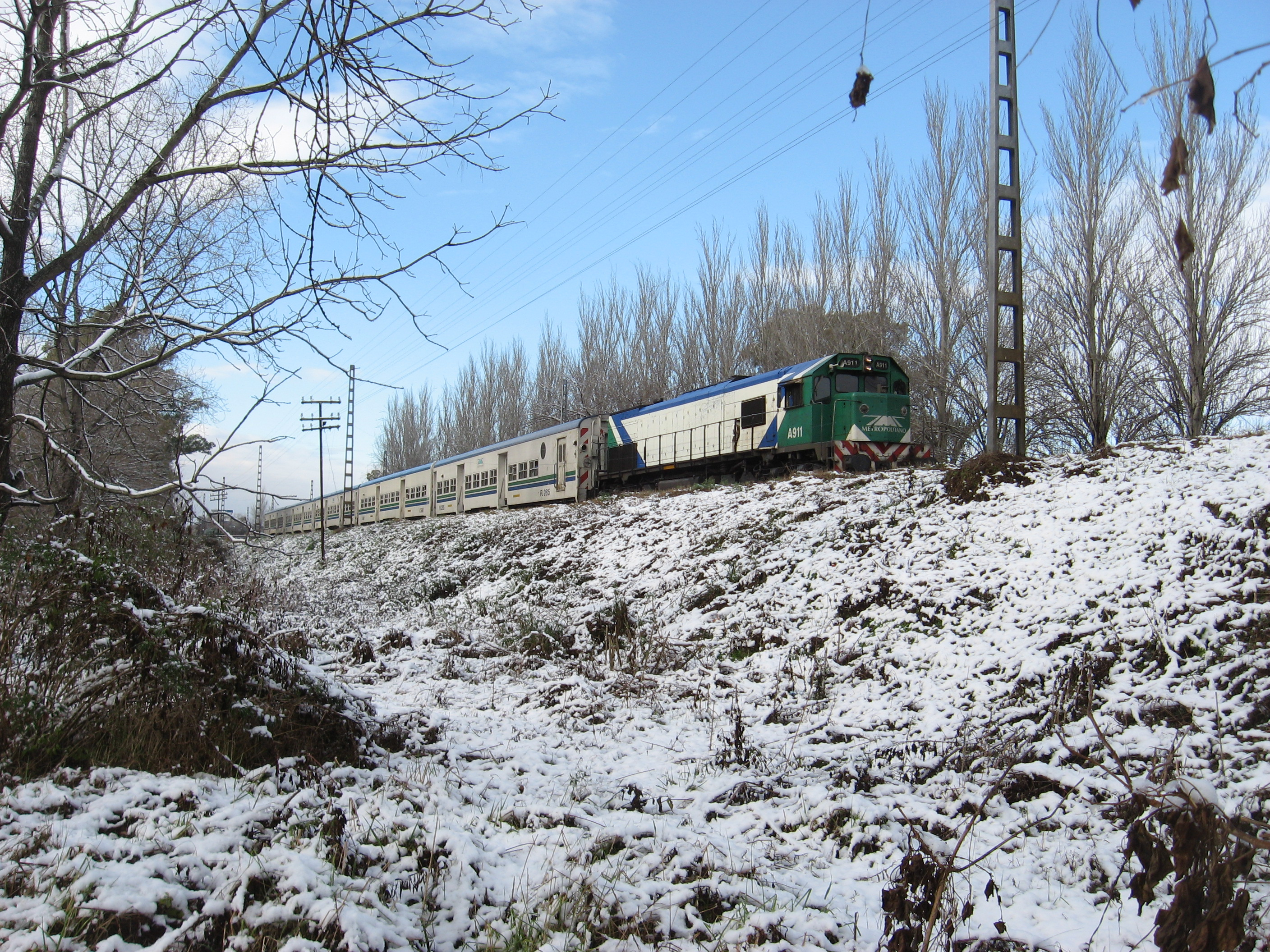
Una formación de la línea Roca atravesando el paisaje nevado en el límite entre las localidades de Gonnet y City Bell.
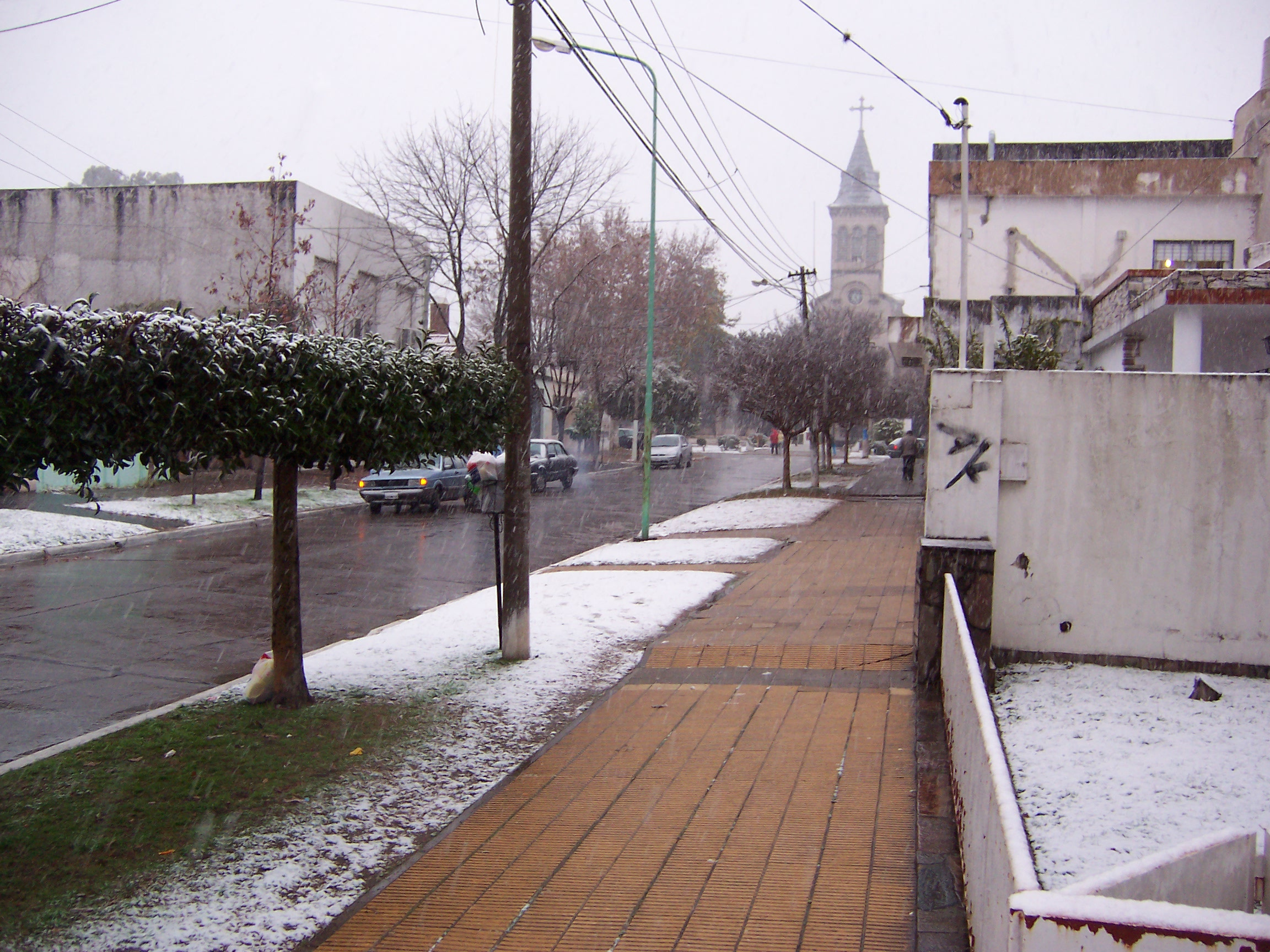
Otra vista de la nevada en San Antonio de Padua, con una calle de la localidad y sus casas aledañas cubiertas por la nieve.
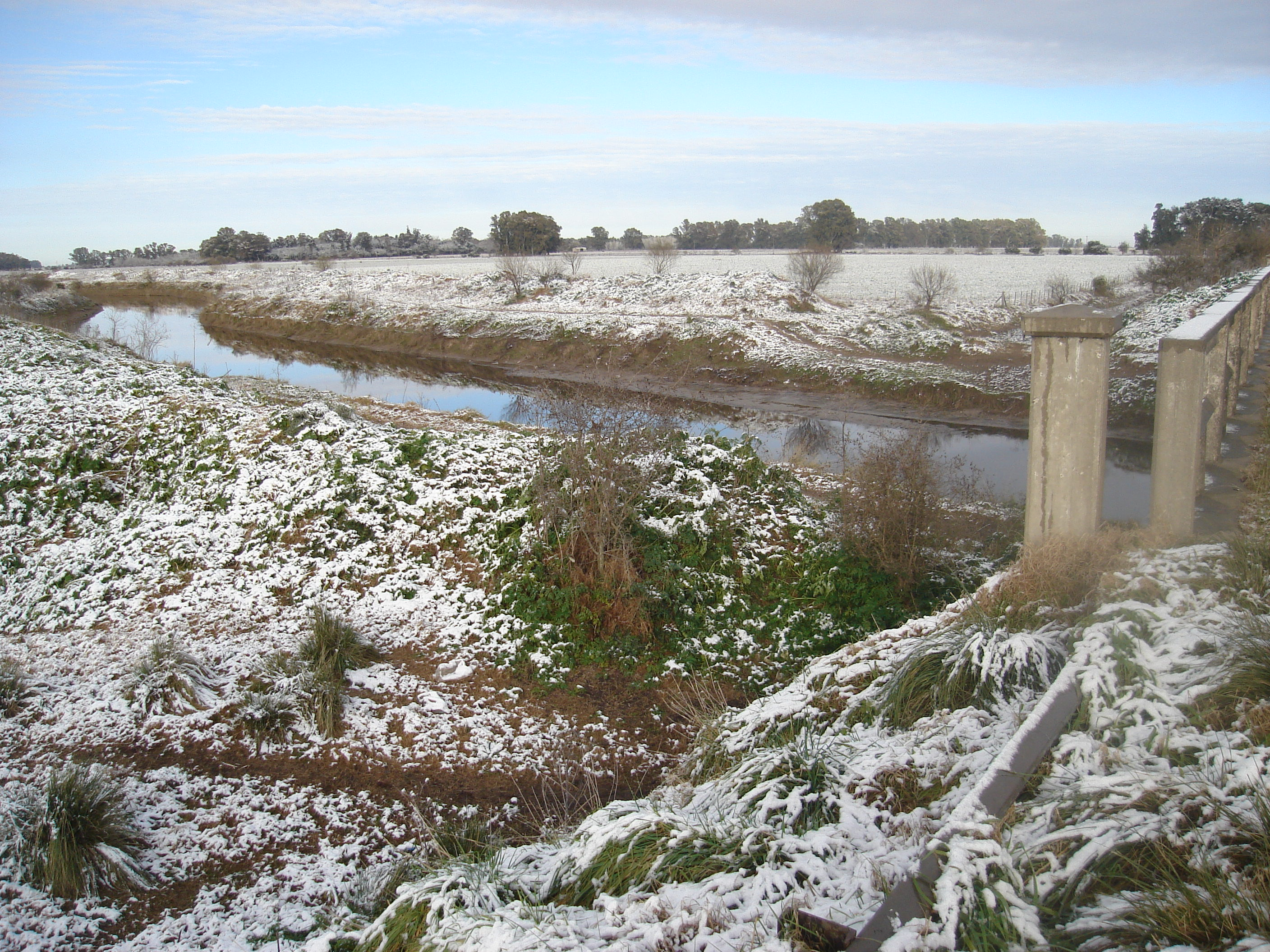
Día posterior a la nevada en Brandsen, provincia de Buenos Aires.
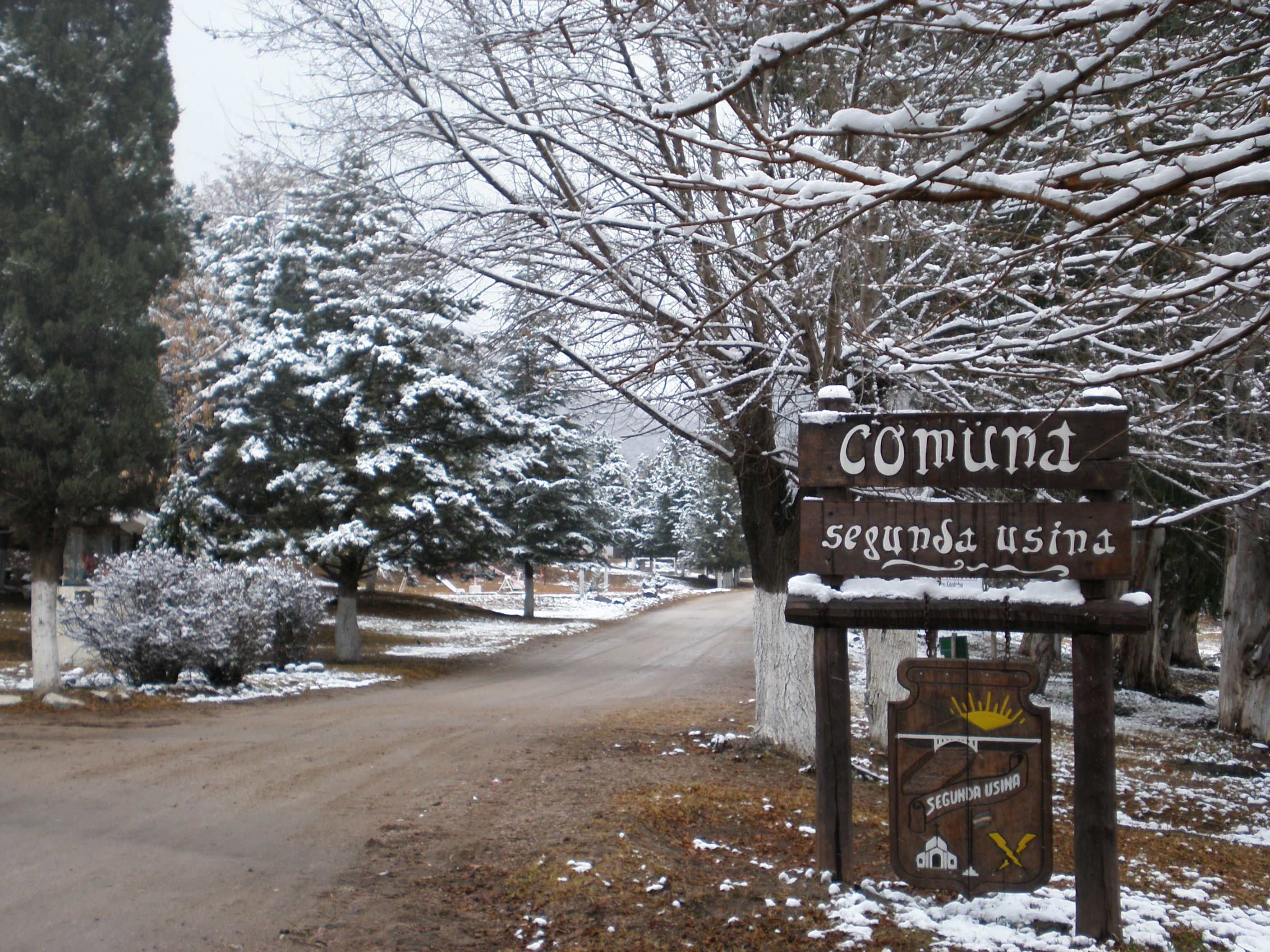
Nieve en Segunda Usina, Córdoba.